# IceWall SSO
IceWall SSOは、日本ヒューレット・パッカードが開発、販売しているWebシングルサインオンソフトウェアである。

## 概要
1997年に発売され、現在の最新バージョンは11.0（2017年10月）である。ヒューレット・パッカード社でなく、日本ヒューレット・パッカードとSCC社による共同開発である。
動作可能なOSは、Red Hat Enterprise Linux, HP-UXおよびWindows Server。
Webシングルサインオンソフトウェアのアーキテクチャとしてリバースプロキシー型を主としているが、エージェント型としての構成も可能である。

## 構造
IceWall SSOは主に以下の2つのモジュールから構成されている。各々の働きは以下の通り。
フォワーダー
リバースプロキシとして動作するCGIプロセス。Webブラウザーから受け取ったhttp/httpsリクエストを後段のWebアプリケーションへ転送する。後述する認証モジュールと通信してログイン処理やアクセスの認可処理も行う。
認証モジュール
フォワーダーからの要求を受け、認証DB（ディレクトリサービスまたはRDB）からユーザーの情報を取得して認証処理を行うデーモンプログラム。フォワーダーと認証モジュール間の通信にはICP (IceWall Cert Protocol) を使用する。

## 競合製品
- Access Manager: ノベル
- Access Manager: オラクル
- SiteMinder: CAテクノロジーズ
- Tivoli Access Manager (TAM): IBM
- WebSAM SECUREMASTER: 日本電気
- AccessMatrix: i-Sprint Innovations